# Società Polisportiva La Fiorita
La Società Polisportiva La Fiorita és un club de futbol sanmarinès de la ciutat de Montegiardino.

## Palmarès
- Lliga de San Marino de futbol:[3]

1987, 1990, 2013-14, 2016–17, 2017–18, 2021–22
- Coppa Titano de San Marino:[4]

1986, 2012, 2013, 2016, 2018, 2021, 2024
- Trofeo Federale/Supercopa:[5]

1986, 1987, 2007, 2012, 2018, 2021